# Nonante-Cinq
Nonante-Cinq is het tweede studioalbum van de Belgische zangeres Angèle. Het album werd op 3 december 2021 uitgebracht, op de verjaardag van Angèle, een week eerder dan gepland. Het album werd goed onthaald door internationale media, en wordt live voorgesteld tijdens de Nonante-Cinq Tour in 2022.

## Achtergrond

### Nummers
Bruxelles je t'aime, de opener, en ook de eerste single van de plaat is een ode aan Angèles geboortestad Brussel. Ze zingt over het gemis, wanneer ze zich in het buitenland bevindt. Ook opvallend is dat Angèle voor het eerst een zin in het Nederlands zingt. Ook de andere nummers zijn veel persoonlijker en gevoeliger in vergelijking met de nummers van het vorige album. Solo gaat bijvoorbeeld over eenzaamheid en Taxi over Angèles liefdesbreuk. De tweede single van het album Démons, is gedurfder. Angèle gaat hier ook meer de rap/trap-kant op.

### Titel en albumhoes
De titel Nonante-Cinq verwijst naar haar het geboortejaar van de zangeres. Ook opvallend: de titel werd geschreven op de Belgische schrijfwijze. Op de albumhoes is Angèle te zien op de Kondaa, een achtbaan in Walibi Belgium. Het verhaal erachter is om aan de hand van haar nummers de rollercoaster van de voorbije drie jaar kenbaar te maken.

### Promotie
Het album werd uitgebracht op 3 december, Angèles verjaardag. Op dat moment bevond ze zich in quarantaine. Toch ging Angèle op voorhand de single Bruxelles je t'aime al voorstellen bij verschillende radiozenders. In het voorjaar van 2022 trok Angèle op tournee door Frankrijk en België met de Nonante-Cinq Tour. Angèle kondigde eerst één show aan in Vorst Nationaal. Een week later voegde ze nog vijf Belgische shows toe, waaronder een show in het Antwerps Sportpaleis. Door de hoge vraag werden er veelal nieuwe shows toegevoegd, waaronder een reeks shows in Canada en de Verenigde Staten.

## Tracklist
Op 26 oktober 2021 maakte Angèle de tracklist bekend. De tracklist bevat net zoals Brol één samenwerking, deze keer met collega singer-songwriter en vriend Damso.
| Nr.                | Titel                 | Schrijver(s)                   | Producent(en)           | Duur |
| ------------------ | --------------------- | ------------------------------ | ----------------------- | ---- |
| 1.                 | "Bruxelles je t'aime" | Angèle                         | Angèle, Tristan Salvati | 3:48 |
| 2.                 | "Libre"               | Angèle, Tristan Salvati        | Angèle, Tristan Salvati | 2:44 |
| 3.                 | "On s'habitue"        | Angèle                         | Angèle, Tristan Salvati | 2:38 |
| 4.                 | "Solo"                | Angèle, Tristan Salvati        | Angèle, Tristan Salvati | 3:40 |
| 5.                 | "Pensées Positives"   | Angèle                         | Angèle                  | 3:31 |
| 6.                 | "Taxi"                | Angèle                         | Angèle, Tristan Salvati | 4:18 |
| 7.                 | "Démons"              | Angèle, Damso, Tristan Salvati | Angèle, Tristan Salvati | 3:23 |
| 8.                 | "Plus de sens"        | Angèle                         | Angèle, Tristan Salvati | 3:29 |
| 9.                 | "Tempête"             | Angèle                         | Angèle, Tristan Salvati | 3:40 |
| 10.                | "Profite"             | Angèle, Tristan Salvati        | Angèle, Tristan Salvati | 4:09 |
| 11.                | "Mots justes"         | Angèle, Tristan Salvati        | Angèle, Tristan Salvati | 3:10 |
| 12.                | "Mauvais rêves"       | Angèle                         | Angèle, Tristan Salvati | 3:55 |
| Totale duur: 43:18 |                       |                                |                         |      |